# Escrita maia
A escrita maia, também vulgarmente chamada hieróglifos maias, era o sistema de escrita da civilização maia da Mesoamérica pré-colombiana e presentemente o único sistema de escrita mesoamericano já decifrado. As inscrições mais antigas identificadas como maias datam do século III a.C. e este sistema de escrita foi continuamente usado até pouco depois da chegada dos conquistadores espanhóis durante o século XVI (e até mais tarde em áreas isoladas como Tayasal). A escrita maia utiliza logogramas complementados por um conjunto de glifos silábicos, com função semelhante à actual escrita japonesa. A escrita maia foi chamada hieroglífica pelos  exploradores europeus dos séculos XVIII e XIX os quais apesar de a não compreenderem viram na sua aparência reminiscências dos hieroglifos egípcios, com os quais a escrita maia não tem qualquer relação.

## As línguas
Actualmente pensa-se que os códices e outros textos clássicos foram escritos numa forma literária da língua cholti. É possível que a elite maia falasse esta língua como uma língua franca de toda a área de fala maia, mas também é possível que os textos tenham sido escritos em outras línguas maias da bacia de Petén e da península de Iucatã, especialmente em iucateco. Existem também algumas evidências de que este sistema de escrita foi utilizado para escrever línguas maias das terras altas da Guatemala. Porém, se foram escritas outras línguas, podem tê-lo sido por escribas choltis e portanto contêm elementos choltis.

## Estrutura

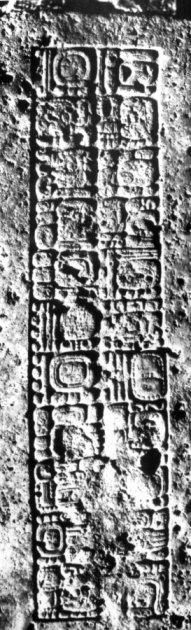
Inscrição em escrita maia no sítio de Naranjo, relativa ao reinado do rei Itzamnaaj K'awil, 784-810.

A escrita maia consistia num conjunto de glifos altamente elaborados que eram laboriosamente pintados em cerâmica, paredes ou códices de papel, gravados em madeira ou pedra, ou ainda moldados em estuque. Os glifos moldados e gravados eram pintados, mas na maioria dos casos a pintura não chegou até aos nossos dias.
Cerca de três quartos ou mais dos escritos maias podem agora ser lidos com graus variáveis de certeza, o suficiente para que se tenha uma ideia abrangente sobre a sua estrutura.
A escrita maia era um sistema logossilábico. Os símbolos individuais (glifos) podiam representar quer uma palavra (mais exactamente um morfema) ou uma sílaba; de facto, o mesmo glifo podia muitas vezes ser utilizado das duas formas. Por exemplo, o glifo calendárico MANIK’ era também usado para representar a sílaba chi. (Costuma-se escrever leituras logográficas em maiúsculas e as leituras fonéticas em itálico). É possível, mas não comprovado,  que estas leituras conflituosas tenham surgido à medida que a escrita foi adaptada a novas línguas, como o que aconteceu com o kanji japonês. A ambiguidade existia igualmente no sentido inverso. Por exemplo, meia dúzia de glifos aparentemente não relacionados eram usados para escrever o muito comum pronome da terceira pessoa u-.
Em maia escrevia-se geralmente em blocos agrupados em colunas com dois blocos de largura, lidos como em seguida se explica:

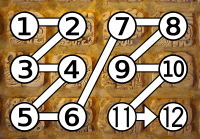
As inscrições maias eram na maioria das vezes escritas em colunas com dois glifos de largura, com cada coluna a ser lida da esquerda para a direita e, e de cima para baixo.

Dentro de cada bloco os glifos eram organizados de cima para baixos e da esquerda para direita, um pouco como o que acontece  com os blocos silábicos do hangul coreano. Porém, no caso maia, cada bloco tendia a corresponder a uma frase substantiva ou verbal como a sua fita verde. Além disso, os glifos eram por vezes fundidos em ligaturas, com um elemento de um glifo a substituir parte de um segundo. As ligaturas ocorrem em diversas escritas: por exemplo no castelhano medieval a palavra de era por vezes escrita Ð. Outro exemplo é o &, ligatura derivada do termo latino et (a conjunção e). Em lugar da configuração padrão em blocos, o maia era por vezes escrito numa única linha ou coluna, e em formas de 'L' ou 'T'. Estas variações aparecem mais frequentemente quando são as que mais bem se ajustam à superfície em que foram inscritas.
Os glifos maias era fundamentalmente logográficos. De um modo geral os glifos usados como elementos fonéticos eram originalmente logogramas que representavam palavras que eram em si mesmas sílabas individuais, terminando em vogal ou numa consoante fraca como y, w, h ou ainda numa oclusiva glotal. Por exemplo, o logograma para barbatana de peixe (em maia, [kah] - encontrado em duas formas, como 'barbatana de peixe' e como 'peixe com barbatanas proeminentes'), passou a representar a sílaba ka. Estes glifos silábicos possuíam duas funções primárias: eram usados como complementos fonéticos para desambiguar logogramas que tinham mais que uma leitura possível, tal como acontecia também nos glifos egípcios, e eram usados para escrever elementos gramaticais tais como inflexões verbais que não tinham logogramas próprios, como no japonês moderno. Por exemplo, b'alam 'jaguar' podia ser escrito como um simples logograma BALAM, foneticamente complementado como ba-BALAM, ou BALAM-ma, ou ba-BALAM-ma, ou escrito foneticamente como ba-la-ma.
Os glifos fonéticos representavam sílabas simples dos tipos consoante-vogal ou vogal simples. Porém, a fonotática maia é um pouco mais complicada que isto: a maioria das palavras maias terminam com uma consoante, não com uma vogal, e podem também existir sequências de duas consoantes no interior de uma palavra, como em xolte [?olte?] 'ceptro', que é do tipo CVCCVC. Quando estas consoantes finais eram sonoras (l, m, n) ou glotais (h, ’), elas eram por vezes ignoradas, mas mais frequentemente as consoantes finais eram escritas, o significava que era escrita também uma vogal adicional. Tipicamente, tratava-se de uma vogal de eco que repetia a vogal da sílaba anterior. Isto é, a palavra kah 'barbatana de peixe' seria escrita na sua forma extensa ka-ha. No entanto, existem muitos casos em que uma outra qualquer vogal era utilizada, e as regras ortográficas para estas situações são compreendidas apenas parcialmente. Este é o entendimento actual:
- Uma sílaba CVC era escrita CV-CV, em que as duas vogais (V) eram iguais: yo-po [yop] 'folha'.
- Uma sílaba com uma vogal longa (CVVC) escrevia-se CV-Ci, a menos que a vogal longa fosse [i], caso em que era escrita CiCa: ba-ki [baak] 'cativo', yi-tzi-na [yihtziin] 'irmão mais novo';
- Uma sílaba com uma vogal glotalizada (CV'C ou CV'VC) era escrita com um a final se a vogal fosse e, o, u, ou com um u final se a vogal fosse [a] ou [i]: hu-na [hu'n] 'papel', [ba'tz'] 'macaco uivador'.

## Glifos-emblema
Um 'glifo-emblema' é um tipo de título real. Consiste de uma palavra, ajaw - um termo maia clássico significando senhor, de etimologia ainda desconhecida mas bem atestado em fontes coloniais - e de um topónimo que precede a palavra ajaw e que funciona como adjectivo. Por vezes, o título é precedido pelo adjectivo k'uhul, 'sagrado' ou 'santo'. Claro que um glifo-emblema não é de todo um "glifo": pode ser escrito com um qualquer número de sinais logográficos ou silábicos e são conhecidas várias grafias para as palavras k'uhul e ajaw, as quais formam o núcleo estável do título. O termo "glifo-emblema" reflecte simplesmente os tempos em que os maianistas não podiam ler as inscrições em maia clássico, tendo que inventar designações para isolar certos componentes estruturais recorrentes nas narrativas escritas.

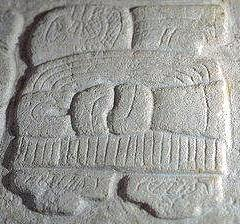
Glifo-emblema de Tikal ou "Mutal", estela no museu de in Tikal.

Este título foi identificado em 1958 por Heinrich Berlin, que cunhou o termo glifo-emblema. Berlin notou que os glifos-emblema consistiam de um "sinal principal" maior e de dois sinais menores actualmente lidos K'uhul Ahaw. Berlin propôs ainda que os sinais principais identificavam cidades individuais, as suas dinastias reinantes, ou os territórios por elas controlados. Subsequentemente, Marcus propôs que os glifos-emblema referiam-se a sítios arqueológicos, divididos hierarquicamente em cinco classes de distribuição assimétrica. A investigação de Marcus presumiu que os glifos-emblema se encontravam distribuídos segundo um padrão de importância relativa de cada local, dependendo da amplitude da distribuição, aproximadamente da seguinte forma:
Centros regionais primários (capitais) - como Tikal, Calakmul, e outras "superpotências", eram geralmente os primeiros na sua região a adquirirem um glifo-emblema único. Textos que se referem a outros centros regionais primários ocorrem nos textos destas "capitais", e existem dependências que utilizam o glifo do centro primário.
Centros regionais secundários - como Altun Ha, Luubantuun, Xunantunich, e outras cidade de tamanho médio, possuíam os seus próprios glifos mas apenas raramente são mencionados em textos encontrados no centro regional primário, enquanto que referem repetidamente este nos seus próprios textos.
Centros terciários - (vilas)  - não possuíam glifos próprios, mas têm textos que mencionam os centros regionais primários e talvez, de modo esporádico, os centros regionais secundários.
Aos centros terciários seguiam-se as aldeias, sem glifos-emblema e sem textos fazendo menção aos centros maiores, e ainda os povoados com muito poucas evidências de textos. Este modelo permaneceu inalterado por mais de um decénio até que Matthews e Justeson, bem como Houston propuseram novamente que os 'glifos-emblema' eram os títulos dos governantes maias com alguma associação geográfica.
O debate sobre a natureza dos glifos-emblema recebeu novo impulso com a monografia de Stuart e Houston. Os autores demonstraram de forma convincente que existiam muitos topónimos propriamente ditos, alguns reais, outros mitológicos, mencionados nas inscrições hieroglíficas. Alguns destes topónimos apareciam também em nos glifos-emblema, alguns eram atestados pelos "títulos de origem" (várias expressões do tipo "uma pessoa de Lisboa"), mas alguns não eram de todo incorporados nos títulos pessoais. Mais, os autores também sublinharam os casos que os "títulos de origem" e os glifos-emblema não coincidiam, baseando-se num trabalho anterior de Houston. Houston reparou que o estabelecimento e expansão da dinastia iniciada em Tikal na região Petexbatún foram acompanhados pela proliferação de governantes que usavam o glifo-emblema de Tikal, colocando a sua ascendência política e dinástica acima das suas sedes de governo.

## História

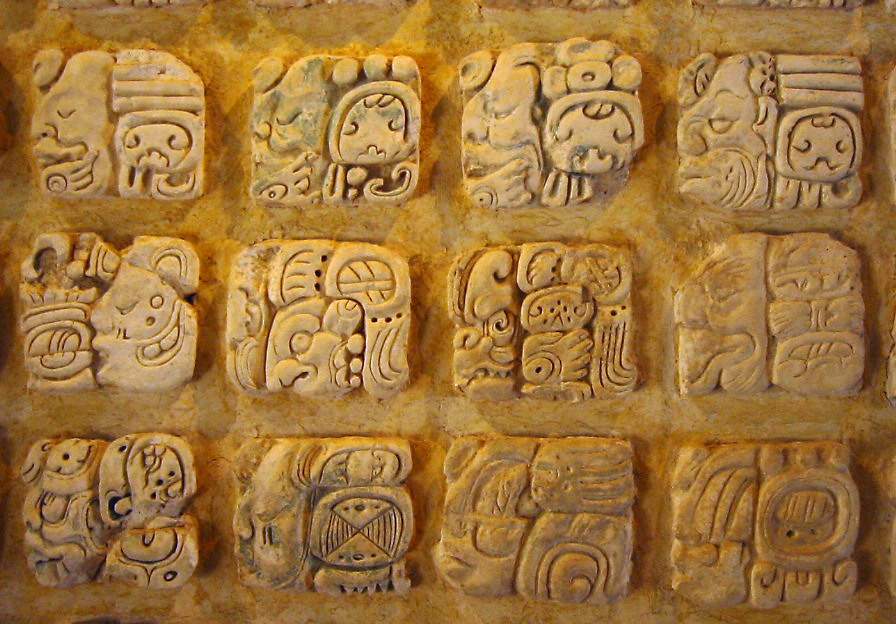
Glifos maias em estuque no museu de Palenque, México.

Até há pouco tempo pensava-se que os maias haviam adoptado o sistema de escrita dos olmecas ou epiolmecas. Porém, descobertas recentes fizeram recuar em vários séculos a origem da escrita maia, e parece agora ser possível que tenham sido os maias a inventar a escrita na Mesoamérica.
O conhecimento sobre o sistema de escrita maia continuou a existir no início do período colonial e supostamente alguns padres espanhóis que partiram para o Iucatã tê-lo-iam aprendido. Contudo, como parte da sua campanha de erradicação de rituais pagãos, o bispo Diego de Landa ordenou a recolha e a destruição das obras escritas em maia, e um número apreciável de códices maias foi destruído. Mais tarde, na tentativa de utilizar a sua língua nativa para converter os maias ao cristianismo, construiu o que ele cria ser um "alfabeto" maia (o chamado alfabeto de Landa). Embora os maias realmente não escrevessem alfabeticamente, ainda assim Landa registou um glossário de sons maias e símbolos relacionados, por muito tempo considerado um disparate mas que eventualmente se tornaria um recurso chave na decifragem da escrita maia, apesar de não ter sido ainda possível decifrá-lo na sua totalidade. A dificuldade estava em que não existe uma correspondência simples entre os dois sistemas, e os nomes das letras do alfabeto espanhol não diziam nada ao escriba maia de Landa.
Landa esteve também envolvido na criação de uma ortografia latina para o iucateco, isto é, ele criou um sistema para a escrita do iucateco no alfabeto latino.
Apenas se conhecem quatro códices maias que escaparam aos conquistadores. A maioria dos textos sobreviventes encontram-se em cerâmica encontrada em túmulos maias, ou em monumentos e estelas erigidas em locais que foram abandonados ou soterrados antes da chegada dos espanhóis.
O conhecimento sobre o sistema de escrita maia perdeu-se provavelmente em finais do século XVI. Um interesse renovado surgiu como consequência dos relatos publicados no século XIX sobre as ruínas maias.

## Decifragem

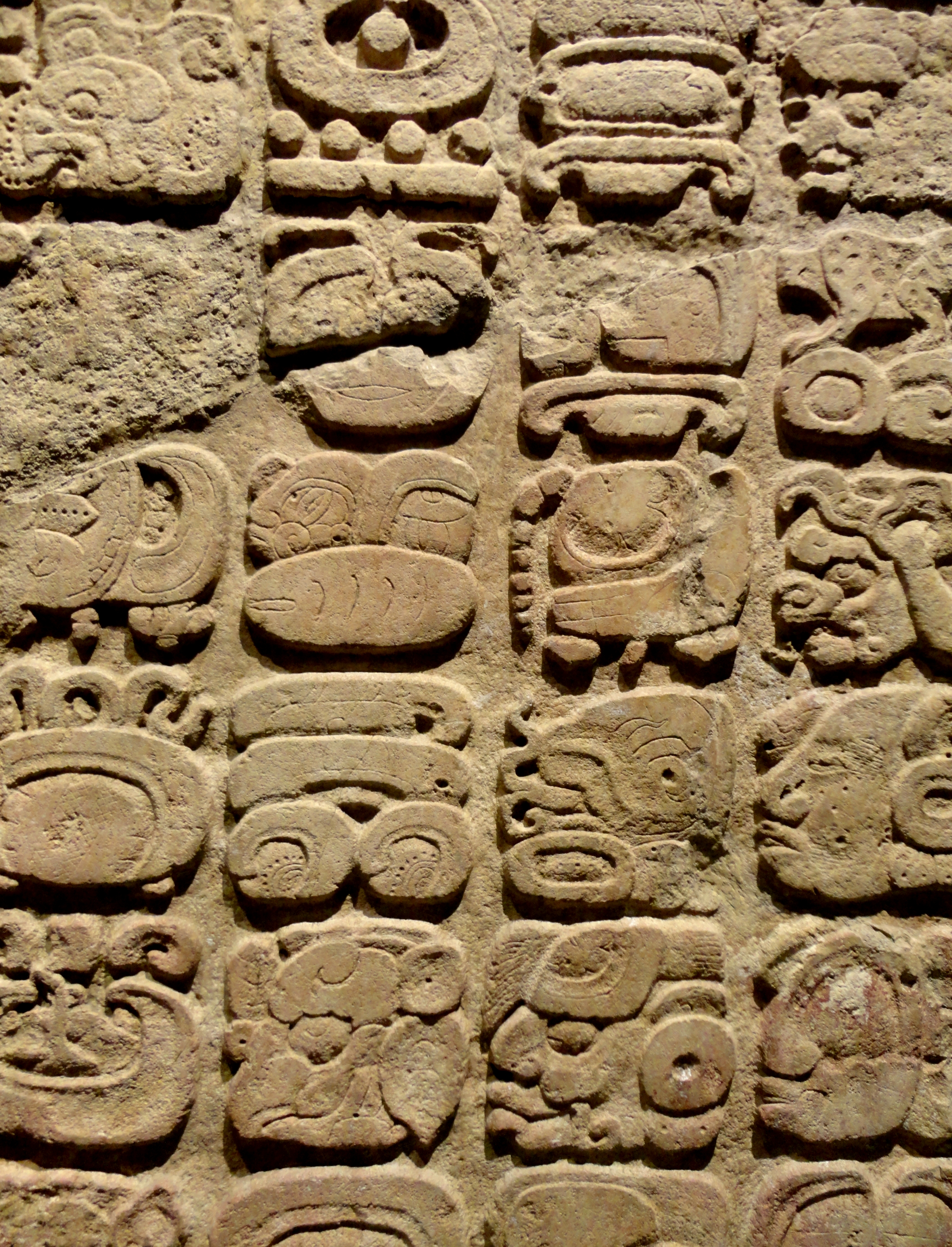
Museu Nacional de Antropologia do México

A decifragem da escrita maia foi um processo laborioso e longo. Os investigadores do século XIX e início do século XX conseguiram descodificar os numerais maias e porções de textos relacionados com a astronomia e o calendário maia, mas a compreensão do restante escapava aos estudiosos. Um dos principais contribuidores para a decifragem da escrita maia foi sem dúvida Iuri Knorozov. Em 1952 Knorozov publicou um artigo intitulado Ancient Writing of Central America argumentando que o chamado "alfabeto de Landa", contido no seu manuscrito Relación de las Cosas de Yucatán era realmente composto por símbolos silábicos e não símbolos alfabéticos. Em 1963 melhorou ainda mais a sua técnica de decifragem na sua monografia "The Writing of the Maya Indians" e em 1975 publicou traduções de manuscritos maias na obra "Maya Hieroglyphic Manuscripts". Na década de 1960 os avanços na decifragem revelaram os registos dinásticos dos governantes maias. Começando no início da década de 1980 demonstrou-se que a maioria dos símbolos previamente desconhecidos formam um silabário, e desde então o progresso na leitura da escrita maia avançou rapidamente.
Os maias parecem ter herdado alguns elementos, senão a base completa, do seu antigo sistema de escrita dos olmecas, com modificações significativas e expansão efectuadas pelos maias do período pré-clássico. Os textos pré-clássicos são menos numerosos e menos bem compreendidos pelos arqueólogos que os posteriores textos do clássico e pós-clássico. (Porém, sabe-se agora que a escrita ístmica (ou epiolmeca) antes apontada como um possível ancestral directo da escrita maia é alguns séculos mais recente que esta, podendo ao invés ser sua descendente.) Outras culturas mesoamericanas próximas e relacionadas desse período herdaram também o sistema de escrita olmeca e desenvolveram sistemas paralelos que compartiam atributos chave (tais como o sistema vigesimal escrito com um sistema de barras e pontos). No entanto, crê-se que os maias desenvolveram o único sistema de escrita completo da Mesoamérica, o que significa que se tratou da única civilização desta zona capaz de escrever tudo o que dizia.